# Karl George Emeléus
Karl George Emeléus (4 août 1901 à Londres - 18 juin 1989 à Belfast) est un physicien expérimental anglais qui passe un demi-siècle au sein de l'Université Queen's de Belfast. Ses premières recherches sur la détection des rayonnements nucléaires conduisent à toute une vie de recherche sur la conduction de l'électricité dans les gaz.

## Biographie
Emeléus est le fils de Karl Henry Emeléus et d'Ellen Briggs, le frère du chimiste inorganique Harry Julius Emeléus et le père du pétrologue Henry Emeleus (en). En 1928, il épouse Florence Mary Chambers, et ils ont quatre enfants - trois fils et une fille. Il est connu professionnellement sous le nom de KG Emeléus ou simplement KGE, et par sa famille et ses amis sous le nom de George.

## Éducation
Emeléus fait ses études à la Hastings Grammar School et au St John's College de Cambridge et obtient un BA en 1922. Après avoir obtenu son diplôme, il rejoint le laboratoire Cavendish où il travaille comme étudiant-chercheur sous la direction d'Ernest Rutherford et James Chadwick. En collaboration avec ce dernier, il construit une grande chambre à brouillard Wilson, ce qui le conduit à s'intéresser tout au long de sa vie à l'électronique gazeuse.
Il travaille ensuite avec Edward Appleton et le suit en 1925 lorsqu'il est nommé à un poste au King's College de Londres. Là, en 1926, il termine sa thèse sur les « Méthodes de détection de particules ionisantes uniques », pour laquelle Cambridge lui décerne un doctorat.

## Carrière
En 1927, il rejoint l'Université Queen's de Belfast (QUB) en tant que chargé de cours en physique et devient plus tard professeur de physique (1933-1966).
Au début de sa carrière, il écrit le livre The Conduction of Electricity Through Gases. L'électronique est née de ce type de travail au début du XXe siècle. Au cours de son long enseignement au QUB, il fait des recherches approfondies sur la conduction de l'électricité dans les gaz, publiant plus de 100 articles. Il continue la publication de ses recherches presque jusqu'à sa mort.
Il reçoit le titre de Commandeur de l'Empire britannique en 1965 et est membre de la Académie royale d'Irlande. Le prix de physique Karl George Emeléus est créé en 1984 par d'anciens étudiants et amis d'étudiants en physique du QUB.
«»